# Hrabstwo Delaware (Oklahoma)

Piramida wieku mieszkańców hrabstwa Delaware

Delaware – hrabstwo w stanie Oklahoma w USA. Założone w 1907 roku. Populacja liczy 31 077 mieszkańców (stan według spisu z 2000 roku).
Powierzchnia hrabstwa to 2052 km² (w tym 134 km² stanowią wody). Gęstość zaludnienia wynosi 19 osoby/km².
Nazwa hrabstwa pochodzi od nazwy dystryktu Delavare w kraju Czirokezów.

## Miasta
- Bernice
- Colcord
- Grove
- Jay
- Kansas
- West Siloam Springs

## CDP
- Brush Creek
- Bull Hollow
- Butler
- Cayuga
- Cleora
- Cloud Creek
- Copeland
- Deer Lick
- Dennis
- Dodge
- Dripping Springs
- Drowning Creek
- Flint Creek
- Indianola
- Kenwood
- Leach
- New Eucha
- Old Eucha
- Rocky Ford
- Sycamore
- Tagg Flats
- Twin Oaks
- White Water
- Zena